# One Year Later
One Year Later（ワン・イヤー・レイター）は、日本のガールズバンド。

## 略歴
- 2019年 -  ガールズバンド「One Year Later」として活動開始

## メンバー
SAYA（ギター、12月4日 - ）
MINORI（ベース、12月20日 - ）
NoA（ボーカル、1月14日 - ）
MARIN（ギター、4月10日 - ）
RINA（ドラム、12月28日 - ）

## ディスコグラフィ
- 2019年11月11日 - 先行シングル「DREAMER」DL限定配信[1]
- 2020年2月22日 - シングルCD「DREAMER」発売（カップリング曲「Be the Light」収録）[2]

## タイアップ
- 2020年2月3日〜2020年2月9日 TV番組「MUSIC B.B.」
- 2020年12月12〜13日 ネット (パチスロメーカー)株式会社　フェス「シンデレラブレイド presents SPACEY MUSIC FES」

## ライブ
- 「DREAMER #1」（2019年12月12日　六本木morph-tokyo）[3]
- 「DREAMER #2」（2020年1月11日　新宿NINE SPICES　二部公演）[4]
- 「DREAMER #3」（2020年2月22日　六本木Varit.）[5]
- 「シンデレラブレイドpresents「SPACEY MUSIC FES.」スペフェス」(2020年12月12日、2020年12月13日 平和島 HY TOWN HALL)[6]
- 「バカは死ぬまでなおらない。presents　全員馬鹿〜バカ死ぬバンド、バンド対バンの定期公演やるってよ〜」（2020年3月3日　池袋ブラックホール) (中止）[7]
- 「ハピコレ!!~navey floor OPENING 3DaysSP!!DAY3~」（2021年1月20日　navey floor AKASAKA）(キャンセル）[8][9]
- 「NEXT-Girl's ONE! in O-NEST」(2021年4月26日 渋谷TSUTAYA O-NEST)[10]
- 「MARKET SHOP STORE × 爆弾幸気圧 presents『大団炎2021～凝縮の1日間～』」(2021年7月31日 下北沢 Shangri-la)[11]
- 『DREAMER #4 〜One Year Later × fleufleu〜』（2021年10月10日　六本木BigHouse）[12]
- 【The 2nd Anniversary】DREAMER#5 ～One Year Later × CODE OF ZERO～(2021年11月11日　六本木BIGHOUSE)[13]